# Chester, Connecticut
Chester, kommun (town) i Middlesex County, i delstaten Connecticut, USA med cirka 3 743 invånare (2000). Den har enligt United States Census Bureau en area på 43,5 km².